# Memorial Cup
Memorial Cup (fr. Coupe Memorial) – trofeum przyznawane za zwycięstwo w rozgrywkach hokeja na lodzie Canadian Hockey League. Każdego roku walczą o nie zwycięzcy lig Western Hockey League, Ontario Hockey League, Ligue de hockey junior majeur du Québec oraz gospodarz zawodów. Puchar rozgrywany jest od 1919 roku.

## Lista zwycięzców
| - 1919 – University of Toronto Schools - 1920 – Toronto Canoe Club Paddlers - 1921 – Winnipeg Falcons - 1922 – Fort William War Veterans - 1923 – University of Manitoba Bisons - 1924 – Owen Sound Greys - 1925 – Regina Patricias - 1926 – Calgary Canadians - 1927 – Owen Sound Greys - 1928 – Regina Monarchs - 1929 – Toronto Marlboros - 1930 – Regina Pats - 1931 – Elmwood Millionaires - 1932 – Sudbury Cub Wolves - 1933 – Newmarket Redmen - 1934 – Toronto St Michael’s Majors - 1935 – Winnipeg Monarchs - 1936 – West Toronto Nationals - 1937 – Winnipeg Monarchs - 1938 – St Boniface Seals - 1939 – Oshawa Generals - 1940 – Oshawa Generals - 1941 – Winnipeg Rangers - 1942 – Portage la Prairie Terriers - 1943 – Winnipeg Rangers - 1944 – Oshawa Generals - 1945 – Toronto St Michael’s Majors - 1946 – Winnipeg Monarchs - 1947 – Toronto St Michael’s Majors - 1948 – Port Arthur West End Bruins - 1949 – Montreal Royals - 1950 – Montreal Junior Canadiens - 1951 – Barrie Flyers - 1952 – Guelph Biltmore Mad Hatters |  | - 1953 – Barrie Flyers - 1954 – St Catharines Tee Pees - 1955 – Toronto Marlboros - 1956 – Toronto Marlboros - 1957 – Flin Flon Bombers - 1958 – Ottawa-Hull Canadiens - 1959 – Winnipeg Braves - 1960 – St Catharines Tee Pees - 1961 – Toronto St Michael’s Majors - 1962 – Hamilton Red Wings - 1963 – Edmonton Oil Kings - 1964 – Toronto Marlboros - 1965 – Niagara Falls Flyers - 1966 – Edmonton Oil Kings - 1967 – Toronto Marlboros - 1968 – Niagara Falls Flyers - 1969 – Montreal Junior Canadiens - 1970 – Montreal Junior Canadiens - 1971 – Quebec Remparts - 1972 – Cornwall Royals - 1973 – Toronto Marlboros - 1974 – Regina Pats - 1975 – Toronto Marlboros - 1976 – Hamilton Fincups - 1977 – New Westminster Bruins - 1978 – New Westminster Bruins - 1979 – Peterborough Petes - 1980 – Cornwall Royals - 1981 – Cornwall Royals - 1982 – Kitchener Rangers - 1983 – Portland Winter Hawks - 1984 – Ottawa 67’s - 1985 – Prince Albert Raiders - 1986 – Guelph Platers |  | - 1987 – Medicine Hat Tigers - 1988 – Medicine Hat Tigers - 1989 – Swift Current Broncos - 1990 – Oshawa Generals - 1991 – Spokane Chiefs - 1992 – Kamloops Blazers - 1993 – Sault Ste Marie Greyhounds - 1994 – Kamloops Blazers - 1995 – Kamloops Blazers - 1996 – Granby Prédateurs - 1997 – Hull Olympiques - 1998 – Portland Winter Hawks - 1999 – Ottawa 67’s - 2000 – Rimouski Océanic - 2001 – Red Deer Rebels - 2002 – Kootenay Ice - 2003 – Kitchener Rangers - 2004 – Kelowna Rockets - 2005 – London Knights - 2006 – Quebec Remparts - 2007 – Vancouver Giants - 2008 – Spokane Chiefs - 2009 – Windsor Spitfires - 2010 – Windsor Spitfires - 2011 – Saint John Sea Dogs - 2012 – Shawinigan Cataractes - 2013 – Halifax Mooseheads - 2014 – Edmonton Oil Kings - 2015 – Oshawa Generals - 2016 – London Knights - 2017 – Windsor Spitfires - 2018 – Acadie-Bathurst Titan - 2019 – Rouyn-Noranda Huskies |